# Lucrecia Toriz
 (novembre 2023).
Si vous disposez d'ouvrages ou d'articles de référence ou si vous connaissez des sites web de qualité traitant du thème abordé ici, merci de compléter l'article en donnant les références utiles à sa vérifiabilité et en les liant à la section « Notes et références ».
Lucrecia Toriz Ordaz, née à Orizaba dans l'État de Veracruz en 1867 et morte à Río Blanco le 27 janvier 1962, est une ouvrière et militante sociale mexicaine. Au début du XXe siècle, elle participe aux événements préalables et postérieurs de la Grève du Río Blanco et de la grève de Río Blanco (es) de 1907, un événement précurseur de la Révolution mexicaine qui débute en 1910. 

## Biographie
Fille de Lorenzo Toriz et Francisca Ordaz, elle est l'épouse de Pablo Gallardo, l'un des ouvriers fondateurs des groupes de résistance à Río Blanco et membre du Grand Cercle d'Ouvriers Libres pendant la grève de Río Blanco (es) de 1907.
Les conditions d'injustice sociale prévalant dans le pays pendant la période historique connue sous le nom de Porfiriat ont donné lieu à un grand nombre de protestations dans tout le pays, principalement aux débuts du XXe siècle. Et notamment dans les nombreux nouveaux centres de travail comme la ceinture d'usines textiles qui ont été construites dans les états de Puebla, Tlaxcala et Veracruz. 
Par les moyens notamment du journalisme et de la littérature, la voix des femmes a commencé à se faire entendre pour la première fois dans le pays et des femmes de diverses classes sociales se sont vues immergées dans les activités pré-révolutionnaires. Les régions d'Orizaba et celle de Río Blanco dans le Veracruz n'ont pas fait figure d'exception.  
Lucrecia Toriz a été l'une des figures principales d'un groupe de femmes ouvrières ayant participé à la grève puis aux manifestations et à l'insurrection de l'usine de textile à Río Blanco en 1907. A ses côtés, figurent d'autres militantes aguerries telles qu'Isabel Díaz de Pensamiento, Anselma Sierra, Dolores Larios, Carmen Cruz, Josefa Arjona de Pinelo, Margarita et Guadalupe Martínez. Leur groupe s'est chargé de réunir morceaux de pain et tortillas rassies afin de nourrir les grévistes qui tenaient la garde jour et nuit devant l'usine et ses portes afin que la grève ne soit pas brisée. 
Le départ de l'insurrection fût un coup de feu tiré par le gérant de la tienda de raya annexée à l'usine. Dans ce lieu, les ouvriers et ouvrières de l'usine pouvaient venir acheter à crédit des biens de première nécessité, faute de paies suffisantes pour vivre. C'est un lieu qui cristallisait beaucoup de mécontentements ; le coup de feu aurait été tiré en réponse à une femme venue solliciter un prêt, ce qui enflamma la foule postée aux portes de l'usine. 
En représailles, la tienda de raya de l'usine fut incendiée par la foule et réduite en cendres. Pour contenir l'émeute, un bataillon de soldats posté à Orizaba fut appelé à l'usine de Río Blanco et pu arriver rapidement grâce au système ferroviaire.
Pour éviter le massacre des ouvriers, Lucrecia Toriz aurait pris un drapeau et fait face au bataillon pour calmer les esprits. Les soldats du Treizième Bataillon, dirigés par le lieutenant Ignacio Dorado, l'auraient agressée et menacée de mort, ce qui ne fit pas reculer Lucrecia Toriz. Elle est alors saisie par le lieutenant et les soldats se retirent. 
Pendant son incarcération, les frères Flores Magón, grandes figures politiques et fondateurs du magonisme, une doctrine à tendance anarchiste et réformatrice, lui ont envoyé quelques uns de leurs livres et l'ont convertie en héroïne nationale de la cause anti-porfiriste. Cette cause qui prendra quelques années plus tard la forme du mouvement Anti-réélectionniste personnalisé par Francisco I. Madero, mouvement qui s'oppose à la huitième candidature du général Porfirio Díaz à la Présidence de la République. Les frères Magon sont ainsi considérés les précurseurs intellectuels de la révolution mexicaine. 
Au bout de six mois de prison, Lucrecia Toriz est autorisée à sortir sous caution. Pendant les années suivantes elle continuera à occuper des activités révolutionnaires.
Son action lors de la grève de Río Blanco lui vaut d'être considérée comme héroïne et précurseure de la révolution mexicaine,,.

## Honneurs
En 1936, elle reçoit la reconnaissance du Centre des femmes prolétaires du Mexique. En 1957 le Syndicat de Río Blanco lui a attribué une décoration. 

## Héritage
Lucrecia Toriz a été la première militante sociale de l'époque préalable à la révolution mexicaine dont l'histoire a été documentée. Elle est considérée comme une femme en avance sur son temps qui lutta non seulement pour combattre l'injustice sociale mais également au nom de l'équité au travail devant les conditions précaires de celui-ci aux débuts du XXe siècle,.